# Yoshiyuki Tomino
Yoshiyuki Tomino (jap. 富野由悠季 Tomino Yoshiyuki; ur. 5 listopada 1941 w Odawarze) – japoński mangaka, pisarz, scenarzysta, autor tekstów oraz animator. Jest twórcą serii Gundam oraz pionierem anime z gatunku Real Robots. Stale związany ze studiem Sunrise.

## Biografia
Yoshiyuki Tomino urodził się w 1941 roku w Odawarze. Studiował na Wydziale Sztuki Uniwersytetu Nihon. W 1963 zatrudnił się u boku Osamu Tezuki, gdzie pisał scenariusze do pierwszego serialu anime w historii - Tetsuwan Atom. Niedługo później związał się ze studiem Sunrise, gdzie w latach 70. współtworzył wiele seriali z gatunku mecha. W roku 1977 wyreżyserował serię Zambot 3. Od tamtej pory w swoich dziełach często uśmiercał większość bohaterów, co było wielokrotnie związane z jego zaburzeniami depresyjnymi. Sam stwierdził, że skoro nie wolno mu zabijać w świecie rzeczywistym, to może to robić w anime. W roku 1979 stworzył serial Kidō Senshi Gundam, który pomimo rozwinięcia jego idei uczynienia anime o mechach możliwie realistycznym i skupiającym się na ludzkich tragediach nie zyskał początkowo popularności, a jego emisja została skrócona. Rok później Tomino podjął się stworzenia serialu Densetsu Kyojin Ideon, w którym zastosował zabieg zabijania bohaterów w stosunku do wszystkich występujących w nim postaci. W międzyczasie serial Gundam zdobył popularność z uwagi na powtórki w telewizji, zaś Tomino i Sunrise postanowili nakręcić jego kontynuację - Kidō Senshi Zeta Gundam, który stał się najpopularniejszym serialem z uniwersum. Po zakończeniu emisji Zeta Gundam Sunrise stworzyło w 1985 jego sequel - Kidō Senshi Gundam ZZ, który przeszedł z mrocznego tonu w komedię, co nie spodobało się Tomino, którego wiele pomysłów zarzucono. W roku 1988 Tomino wyreżyserował film Kidō Senshi Gundam: Odwet Chara stanowiący zwieńczenie sagi. Powrót Gundama nastąpił w roku 1993 za sprawą nowej części uniwersum - Kidō Senshi Victory Gundam. Podczas jej produkcji Tomino przeżywał głęboką depresję, co odbiło się na śmierci większości występujących tam postaci. Po zakończeniu Victory Gundam Tomino nie brał udziału w projektowaniu trzech następnych seriali, które uważał początkowo za nienależące do sagi. Wrócił do Gundama w roku 1999 tworząc serial Turn A Gundam, która był ostatnim z tego uniwersum reżyserowanym przez Tomino. W 2014 ponownie powrócił do tworzenia i nakręcił 26-odcinkowy serial Gundam Reconguista in G.  

## Twórczość

### Mangi i anime
- Seria Gundam
  - Kidō Senshi Gundam (1979–1980)
  - Kidō Senshi Zeta Gundam (1985–1986)
  - Kidō Senshi Gundam ZZ (1986–1987)
  - Kidō Senshi Gundam: Odwet Chara (1988)
  - Kidō Senshi Victory Gundam (1993−1994)
  - Turn A Gundam (1999–2000)
  - Gundam Reconquista in G (2014–2015)
- Tryton z morza (1972)
- Muteki Chōjin Zambot 3 (1977–1978)
- Densetsu Kyojin Ideon (1980–1981)
- Sentō Mecha Xabungle (1982–1983)
- Aura Battler Dunbine (1983–1984)
- Jūsenki L-Gaim (1984–1985)